# South African Radio League
Die South African Radio League (SARL), deutsch „Südafrikanischer Amateurfunkverband“, ist die nationale Vereinigung der Funkamateure in der Republik Südafrika.

## Geschichte
Bereits kurz nach dem Ersten Weltkrieg wurde die Transvaal Radio Society („Funkgesellschaft Transvaal“) gegründet, die als eine Vorläuferin der SARL angesehen werden kann. Unter den Gründungsmitgliedern war W. Hilarius, der spätere Chefingenieur der African Broadcasting Company. Nur wenig später, im Juli 1920, bildete sich in Kapstadt die Radio Society of South Africa, und in der Folge formierten sich auch weitere Funkgesellschaften im Lande. Aus dieser sich offensichtlich abzeichnenden Zersplitterung heraus, entstand in der ersten Hälfte der 1920er Jahre der Wunsch, nach Vorbild der American Radio Relay League (ARRL), eine vergleichbare Organisation in Südafrika zu erschaffen.
So wurde im Jahr 1925 die South African Radio Relay League (S.A.R.R.L.) gegründet (deutsch wörtlich „Südafrikanische Funk-Relais-Kette“). Zu Beginn war die Mitgliedschaft exklusiv auf praktizierende Funker beschränkt, die eine Amateurfunklizenz besaßen und in der Lage waren, eine bidirektionale funktelegrafische Verbindung aufzubauen und abzuwickeln. Der Hauptsitz der S.A.R.R.L. befand sich zu dieser Zeit in Johannesburg, wo er bis Ende 1949 blieb. In den Jahren nach der Gründung stieg die Mitgliederzahl rasch an. Bereits zu Ostern 1926, als die erste Vollversammlung in Johannesburg stattfand, waren neunzig Funkamateure anwesend. Zum ersten Präsidenten wurde Joseph White gewählt, der zuvor Vorsitzender der Transvaal Radio Society gewesen war. Inzwischen hatte sich die Gesellschaft für alle Kurzwellenbegeisterte geöffnet, die nun auch als assoziierte Mitglieder willkommen waren.
Aufgrund von Kommunikationserfolgen, wie beispielsweise der Herstellung einer stabilen Funkverbindung zwischen Südafrika und Brasilien und der Weiterleitung einer Grußbotschaft aus Rhodesien an den Prince of Wales über Johannesburg und Bloemfontein nach Kapstadt, begann nun auch die Öffentlichkeit den Wert des Amateurfunks mehr und mehr anzuerkennen.
Das erste gedruckte Journal des Verbands hieß QTC, benannt nach dem Q-Schlüssel: „Ich habe Telegramme für Sie“. Es erschien zum ersten Mal im Mai 1928. Im Dezember desselben Jahres wurden vom Ministerium für Post und Telegrafen die Präfixe ZS, ZT und ZU für alle Sendeamateure des Landes eingeführt. Diese blieben zehn Jahre lang gültig,  bis 1938 alle ZT- und ZU-Präfixe zurückgezogen wurden und ZS als einziges Amateurfunkpräfix für Südafrika übrig blieb.
Am 6. September 1939 erklärte Südafrika dem Deutschen Reich den Krieg. Infolgedessen musste knapp zwei Monate später, zum 29. Oktober 1939, der Amateurfunkbetrieb eingestellt werden. Nach dem Zweiten Weltkrieg erwachte der Amateurfunk zu neuem Leben. Im Januar 1946 wurden die Lizenzen erneut vergeben. Auch die Mitgliederzeitschrift wurde neu aufgelegt und ihr als nicht mehr zeitgemäß aufgefasster Titel QTC in RADIO ZS geändert. Ein Jahr später, 1947, wurde das Wort Relay aus dem Verbandsnamen gestrichen. Aus der South African Radio Relay League (S.A.R.R.L.) wurde die heutige South African Radio League (SARL).
Die SARL ist Mitglied in der International Amateur Radio Union (IARU Region 1), der internationalen Vereinigung von Amateurfunkverbänden, und vertritt dort die Interessen der Funkamateure des Landes.